# لیگ دسته اول فوتبال رومانی
لیگ دسته اول فوتبال رومانی (به رومانیایی: Liga I) معتبرترین لیگ فوتبال در کشور رومانی است که از سال ۱۹۰۹ تاکنون برگزار می‌شود. این لیگ از ۱۶ تیم که از سراسر کشور رومانی در آن شرکت می‌کنند برگزار می‌شود.
باشگاه فوتبال استوا بخارست با ۲۶ قهرمانی پرافتخارترین تیم این سری مسابقات به حساب می‌آید.

## پرافتخارترین باشگاه‌ها
| باشگاه                    | قهرمانی | نایب قهرمانی |
| ------------------------- | ------- | ------------ |
| استوا بخارست              | ۲۶      | ۱۵           |
| دینامو بخارست             | ۱۸      | ۲۰           |
| ونوس بخارست               | ۸       | ۰            |
| باشگاه فوتبال یوتی‌ای آراد | ۶       | ۱            |
| چینزول تیمیشوآرا          | ۶       | ۰            |